# Bandera de la República Socialista Federativa Soviética de Transcaucasia
La bandera de la República Socialista Federativa Soviética de Transcaucasia fue adoptada el 12 de marzo de 1922 para servir como el símbolo estatal de la República Socialista Federativa Soviética de Transcaucasia, fue usada hasta su desmembramiento en diciembre de 1936.

## Historia
Luego de que la Rusia soviética hubiera ocupado las tres naciones de la Transcaucasia y las hubiese convertido en repúblicas soviéticas, Georgia, Armenia y Azerbaiyán fueron administradas como una sola nación bajo el nombre de República Socialista Federativa Soviética de Transcaucasia desde el 12 de marzo de 1922.
La primera bandera de la RSFS de Transcaucasia era roja con las iniciales "ZSSRFS", en cirílico, en la esquina superior derecha. Estas eran las iniciales de «Закавказских Социалистических Советских Республик Федеративный Союз», o «Unión Federal de Repúblicas Soviéticas Socialistas de Transcaucasia».
Esta bandera fue reemplazada en 1930 por otra, también roja, con una estrella roja con los bordes amarillos. Dicha estrella contenía una hoz y un martillo en su centro. Alrededor de la estrella se encontraban las iniciales "ZSFSR", también en cirílico. Estas iniciales significaban: Закавказсая Социалистическая Федеративная Советская Республика, o República Socialista Federativa Soviética de Transcaucasia.

## Supuesta bandera de la República Democrática Federal de Transcaucasia

Supuesta bandera de la República Democrática Federal de Transcaucasia (1918)

Anteriormente al establecimiento de la RSFS de Transcaucasia los mencheviques y derechistas habían declarado la República Democrática Federal de Transcaucasia el 22 de abril de 1918, supuestamente se utilizó una bandera tricolor de bandas horizontales: naranja-negro-rojo para representar a la república, sin embargo no hubo tiempo para diseñar una bandera durante el corto tiempo que este Estado existió, por lo que es muy posible que la bandera es ficticia o una bandera no oficial.

## Banderas históricas

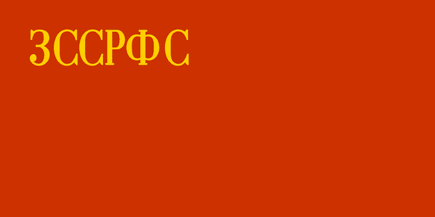
Bandera de la RSFS de Transcaucasia (1918-1922)
Bandera de la RSFS de Transcaucasia (1922-1936)
Variante de la bandera de la RSFS de Transcaucasia (1922-1936)